# Fernie

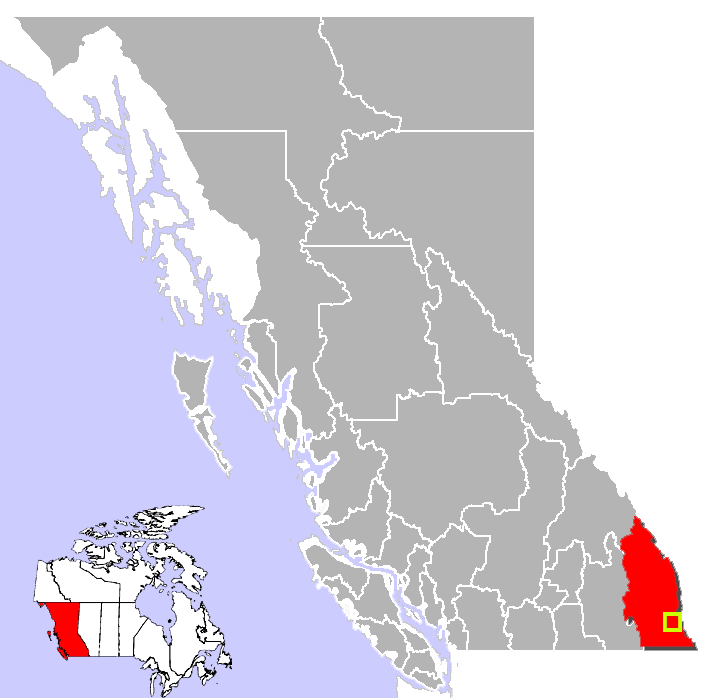
localização de Fernie na Colúmbia Britânica.

Fernie é uma cidade localizada no sudeste da província de Colúmbia Britânica no Canadá. Foi fundada em 1898 e incorporada em 1904. Sua população, segundo o censo de 2001, era de 4.611 habitantes. Sua área é de 16,05 km².

## Predefinição:Famosos de Fernie
Alex Lifeson da banda Rush